# Ibrahim I. ibn al-Aghlab

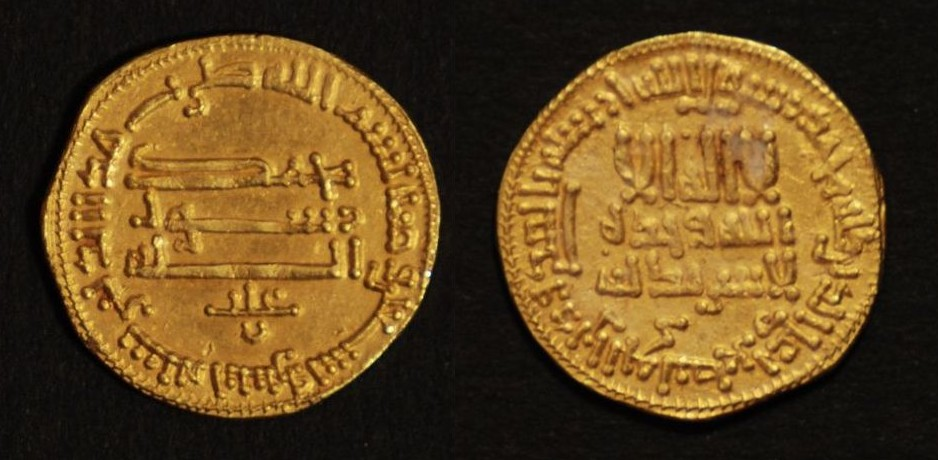
Golddinar Ibrahims I. (808)

Ibrahim I. ibn al-Aghlab, arabisch إبراهيم بن الأغلب, DMG Ibrāhīm ibn al-Aġlab, († 5. Juli 812), erster Emir der Aghlabiden in Ifrīqiya (800–812).
Während der Aufstände der Charidschiten in Ifriqiya gegen Ende des 8. Jahrhunderts kam al-Aghlab in diese Provinz des Kalifats und bekämpfte erfolgreich die Unruhen. Sein Sohn Ibrahim erhob sich 800 zum Emir von Ifriqiya und begründete die Dynastie der Aghlabiden. Er erreichte auch die Anerkennung als erblicher Statthalter durch den Kalifen Hārūn ar-Raschīd.
Nach der Befriedung des Landes gründete er die Residenz al-ʿAbbāsīya, um die unruhigen Rechtsgelehrten von Kairuan auf Abstand zu halten, die die Bevölkerung immer wieder zu Revolten anstacheln konnten. Um nicht allein von den arabischen Truppen abhängig zu sein, bildete Ibrahim I. eine Garde von 5000 dunkelhäutigen Sklaven. Die Notwendigkeit dieser Maßnahme zeigte sich in mehreren Revolten arabischer Truppen (802, 805, 810), die aber niedergeschlagen werden konnten. Neben der Befriedung des Landes gelang Ibrahim I. auch der Aufbau einer geordneten Verwaltung, welche die Grundlagen für den Wirtschaftsaufschwung Ifriqiyas im folgenden Jahrhundert legte. Ibrahim I. ibn al-Aghlab folgten seine Söhne Abdallah I. (812–817), Ziyādat Allāh I. (817–838) und Abu Iqal (838–841).